# 朝鮮正祖
朝鮮正祖（：／ Joseon Jeongjo；1752年10月28日—1800年8月18日），姓李，諱祘（：／ Yi San），字亨運，號弘齋，朝鲜王朝的第22代君主，1776年至1800年在位。他的父親是朝鮮英祖的次子莊獻世子（高宗追尊為莊祖），生母是惠慶宮洪氏（高宗追尊為獻敬王后、獻敬懿皇后）。

## 早年
英祖二十八年九月二十二日，生於昌慶宮景春殿。英祖三十五年，獲冊封為王世孫。英祖三十八年五月十三日，其父莊獻世子遭英祖餓死於米櫃。英祖四十年二月二十日，英祖命李祘承孝章世子之嗣，次年命其代理聽政。

## 即位

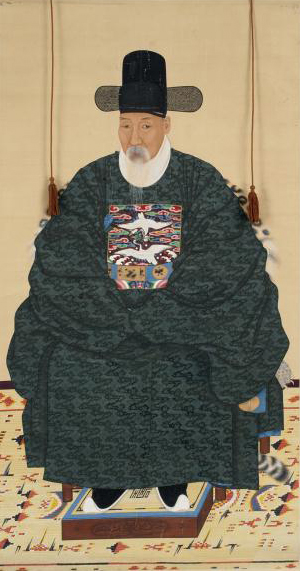
蔡濟恭

1776年（英祖五十二年）三月五日，英祖昇遐於慶熙宮集慶堂。三月十日，即位於西內慶熙宮之崇政門。
後世認為正祖是極為仁孝的君王，因為朝鮮的禮法制度，他沒有辦法尊母親惠庆宫洪氏為王大妃，但对其相當的孝順，为其屡上尊号。正祖在十一岁那年目睹了父亲莊獻世子的惨死，即位后除了追尊宗法父亲孝章世子为真宗外，对亲生父亲的追慕活动也无休无止，先是将垂恩墓升格为永祐园，祠堂垂恩庙升格为景慕宫，并为其屡次加上尊号。正祖十三年，决定将永祐园迁至风水吉地——京畿道水原郡华山脚下，仿照世祖的光陵加以扩建，并更名为显隆园。正祖十八年在水原八达山麓开工建设水原华城和水原行宫。正祖计划将华城修建为农、工、商兼备的城市，从南方拱卫汉城。

## 逝世
正祖二十四年（1800年）六月二十八日，正祖去世于昌慶宮迎春軒。在位二十四年，終年四十七岁。葬於杨州健陵。关于正祖之死，老论派散布的“毒杀”之说在岭南的南人党之间广泛流传，丁若镛的《与犹堂全书》对此也有相同记载。 在正祖去世前18天，即六月十日，他告诉众大臣，自己身上长出脓疮，并开始涂药去脓。之后病情逐渐恶化。六月十四日医官开了夹纸膏与杏仁膏，并制作加减逍遥散。但正祖将脓包自行诊断为心里的火气病，并饮用了两服白虎汤，之后全身开始出现滚热的症状。六月十六日正祖命令呈上四顺清凉饮、金莲茶与五颗牛黄，之后又服用了乳粉托里散和三仁田螺膏、贝母膏、香薷调中汤。六月二十五日服用了龙脑安神丸和牛黄清心丸，六月二十六日服用了琼玉膏、八物汤，吃了五钱人参。六月二十八日服用了三钱人参，之后在昌庆宫永春轩接见左承旨金祖淳时病情突然恶化，以致说不出话来。此时贞纯王后命人送去藿香正气散，正祖服用后不久就在子时（晚上11时）停止了呼吸。正祖死后，贞纯王后垂帘听政，解散了正祖创设的壮勇营，大举镇压天主教徒。
李祘的廟號原為正宗，諡號明道洪德顯謨文成武烈聖仁莊孝大王（清朝賜諡恭宣王）。高宗建立大韩帝国后，於1899年（光武三年）追尊太祖及繼統的四世先祖為皇帝，將其廟號改為正祖，諡號改為敬天明道洪德顯謨文成武烈聖仁莊孝宣皇帝。

## 朝政
朝鮮正祖時期，天主教開始傳入朝鮮，1777年（正祖元年）秋，权哲身、丁若铨等在京畿道走鱼寺讲学修习天主教义。1784年正祖八年初，朝鮮冬至使书状官李承薰在北京接受天主教的洗禮，成为朝鲜第一个天主教徒。在回國之後開始從事秘密傳教工作，暗中携带大量天主教书籍及圣画、圣像，并为李檗、权日身洗礼，到1784年秋已有数十人受洗。北京教区1790年派澳门人吴约翰抵达中朝边境凤凰城，未得朝鲜教徒迎接而折返。1793年，权哲身派燕行使译官尹有一、池璜再次恳请派神父，北京教区派中国苏州人周文謨赴朝，他在中朝边境滞留10个月后，得尹有一、池璜等人的迎接化装成朝鲜人，于1795年初潜入朝鲜境内傳教，後由於天主教的勢力在朝鮮不斷增大，加上禮儀之爭的延燒，朝鮮政府不斷進行打压，而1801年更有「辛酉邪獄」的發生。
1785年春发生乙巳秋曹摘发事件。大臣纷纷上疏称天主教为“邪教”政府進行打压。1786年，李承薰复建教会，封权日身为主教，崔昌显等人为神父，建立“假圣职制度”。1787发生丁未泮会事件。1791年发生辛亥邪狱又称辛亥珍山事件。1795年天主教徒崔仁吉、尹有一、池璜被捕，被打死于捕盗厅。
朝鲜崇尚儒学，朝鲜正祖笃信程朱理学，认定天主教为“邪教”。他反复强调“正学明则邪说息”，“予意则使吾道大明，正学丕阐，则如此邪说可以自起自灭”，天主教是陆王心学、佛教道教一类，无需厉行禁止，只要儒生熟读儒家经典、不看杂书，便可迎刃而解。弘扬性理之学，加大管控中国进口书籍，严禁士人阅读明清文集稗官小说，焚毁相关书籍。不断有大臣上疏请求镇压天主教，正祖只在告发的情况下加以惩治，避免事态扩大化，左议政（后为领议政）南人蔡济恭说“佛道中派别”“禁之之道亦难矣”，“必当自起而自灭，恐不足过费圣意矣”。对南人天主教徒庇护。

## 家庭

### 王妃
| 稱號                        | 生卒年         | 本貫 | 父母                                | 備註                                           |
| --------------------------- | -------------- | ---- | ----------------------------------- | ---------------------------------------------- |
| 孝懿宣皇后金氏 （孝懿王后） | 1753年－1821年 | 清風 | 清原府院君金時默 唐城府夫人南陽洪氏 | 初封世孫嬪，後升王妃。純祖即位後，尊為王大妃。 |

### 後宮
| 稱號                    | 生卒年         | 本貫 | 父母            | 備註 |
| ----------------------- | -------------- | ---- | --------------- | --- |
| 元嬪洪氏                | 1766年－1779年 | 豐山 | 洪樂春          | 兄為都承旨洪國榮 |
| 和嬪尹氏                | 1765年－1824年 | 南原 | 尹昌胤          | 正祖四年（1780年）入宮，封和嬪，宮號為慶壽，正祖五年（1781年）懷孕，因而設產室廳，之後便無相關紀錄，也無從得知嬰兒性別。正祖妻妾之中，她的壽命仅次于孝懿王后。 |
| 宜嬪成氏                | 1753年－1786年 | 昌寧 | 成胤祐 林氏     | 文孝世子生母，正祖後宮中唯一非兩班出身的嬪妃。 |
| （嘉順宮） 顯穆綏妃朴氏 | 1770年－1822年 | 潘南 | 朴準源 原州元氏 | |

### 子
| 序     | 稱號                    | 名 | 生卒年         | 生母     | 配偶               | 備註           |
| ------ | ----------------------- | -- | -------------- | -------- | ------------------ | -------------- |
| 庶長子 | 文孝世子                |    | 1782年－1786年 | 宜嬪成氏 | 無                 | 早夭           |
| 庶二子 | 純祖肅皇帝 （純祖大王） | 玜 | 1790年－1834年 | 綏妃朴氏 | 純元肅皇后安東金氏 | 朝鮮第23代君主 |

### 女
| 序     | 稱號     | 名 | 生卒年         | 生母     | 配偶         | 備註                       |
| ------ | -------- | -- | -------------- | -------- | ------------ | -------------------------- |
| 庶長女 | 翁主     |    | 1784年-1785年  | 宜嬪成氏 | 無           | 早夭                       |
| 庶二女 | 淑善翁主 |    | 1793年－1836年 | 綏妃朴氏 | 永明尉洪顯周 | 有一子洪祐喆（1813－1853） |

### 後代
朝鮮正祖的男系後代，隨著他的曾孫朝鮮憲宗在1849年無嗣而薨就斷絕了。而淑善翁主的後代，由於是正祖的「外裔」而受到王室關注。淑善翁主僅有一子洪祐喆，兩個孫子洪承幹、洪承億。淑善翁主、駙馬洪顯周都是貞明公主夫婦的後代，使得洪承億一度出繼成為貞明公主的奉祀孫；但是洪承億的哥哥洪承幹在1845年夭折，沒有留下後代。因此二十年後，神貞王后下旨取消洪承億的養子身分，按兄終弟及原則回到本家。不過洪承億也沒有親生子女，隨著他在1882年過世，若不計從旁系過繼的後嗣，正祖的所有直系後代至此完全斷絕。

## 影視

### 電視劇
| 劇名           | 演員   | 備註 |
| 《李祘》       | 李瑞鎮 |      |
| 《风之画员》   | 裴秀彬 |      |
| 《成均館緋聞》 | 趙成夏 |      |
| 《武士白東修》 | 洪宗玄 |      |
| 《衣袖紅鑲邊》 | 李俊昊 |      |

### 電影
| 片名         | 演員   | 備註     |
| 《逆鱗》     | 玄彬   |          |
| 《思悼》     | 蘇志燮 | 特別出演 |
| 《茲山魚譜》 | 鄭進永 | 友情出演 |

## 附註
1. ↑  《高宗實錄》第39卷，高宗36年12月23日（陽曆）
2. ↑  韓國教友與韓國天主教，黃德寬著 （页面存档备份，存于）
3. ↑   (PDF).   [2011-03-29]. （原始内容存档 (PDF)于2021-03-06）.
4. ↑  《朝鲜王朝实录·正祖实录》卷26，十二年八月初三日
5. ↑  《朝鲜王朝实录·正祖实录》卷33，十五年十月二十五日
6. ↑  按封嬪順序排列。
7. ↑  .   [2016-02-09]. （原始内容存档于2020-04-18）.
8. ↑  .   [2016-02-09]. （原始内容存档于2020-04-18）.
9. ↑  .   [2016-02-09]. （原始内容存档于2019-08-12）.
10. 1 2  . 朝鮮王朝實錄.   [2020-10-27]. （原始内容存档于2020-10-27）.
11. ↑  . FamilySearch.
12. ↑  . FamilySearch.